# Бернстайн, Джейкоб
Джейкоб Бернстайн (англ. Jacob Bernstein) (1885 — 1959) — американский шахматист.

## Биография
Родился в еврейской семье в Ковно, жил в Нью-Йорке. Трижды подряд выиграл чемпионат штата Нью-Йорк по шахматам (1920–1922) и разделил 1-е место с Германом Стейнером в 1929 году, но проиграл ему на тай-брейке. Также разделил 8–9-е место в Нью-Йорке в 1913, разделил 5–6-е место в Нью-Йорке в 1915, разделил 7–8-е место в Нью-Йорке в 1916 и проиграл матч Абраму Купчику (1,5 : 3,5) в Нью-Йорке в 1916. После Первой мировой войны разделил 3–6-е место в Нью-Йорке в 1922 и занял 13-е место в Карлсбаде в 1923. В 1932 разделил 7–10-е место в Пасадине. В 1948 женился на актрисе Нелли Касман, вместе проживали в Нью-Йорке до его смерти.